# Sorteio da Copa do Mundo FIFA de 1930
O Sorteio da Copa do Mundo FIFA de 1930 ocorreu em 10 de julho de 1930, no escritório da FIFA em Montevidéu, no Uruguai. Foi o único dos sorteios de todas as Copas a não ter as eliminatórias. As 13 seleções nacionais, convidadas por convite do torneio, foram divididas em quatro grupos. O primeiro grupo foi dividido por quatro seleções e outros três, divididos por cada três.